# Patate fritte

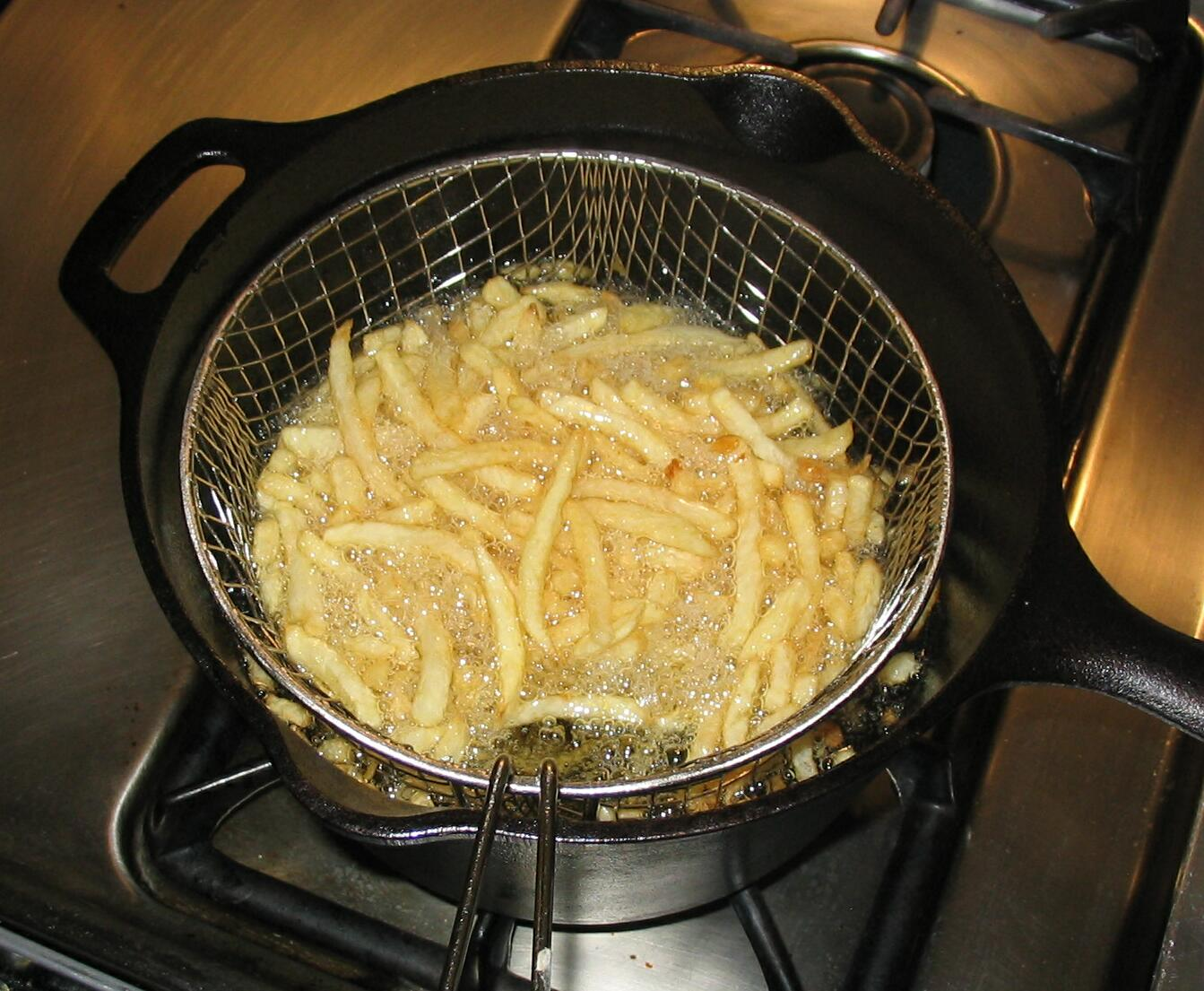
Patatine durante la frittura in friggitrice

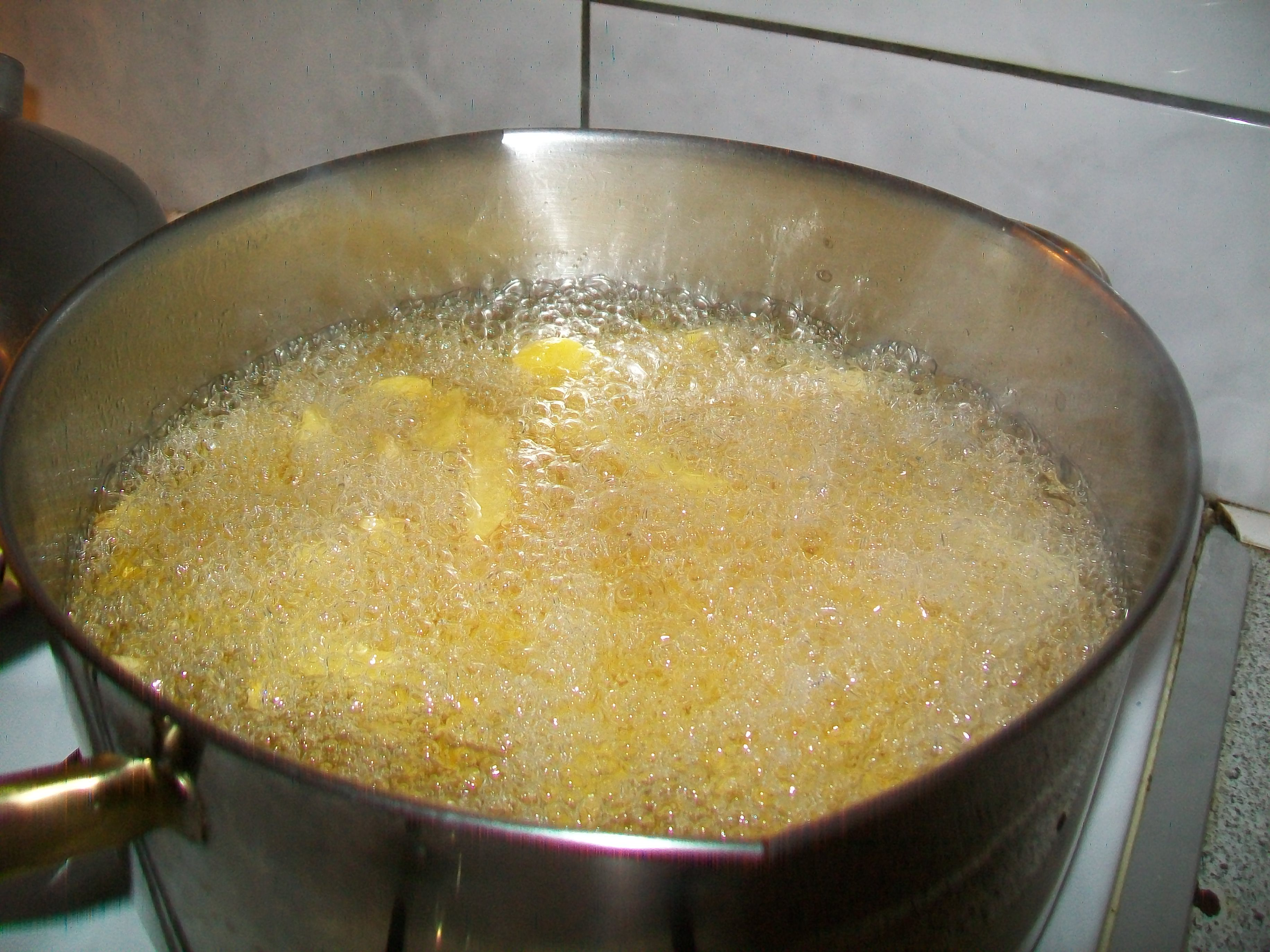
Patate che friggono in un tegame

Le patate fritte, chiamate alternativamente patatine fritte, sono patate tagliate in strisce o bastoncini lunghi circa un dito, che vengono cotte mediante frittura profonda e servite calde, morbide o croccanti. Sono servibili come contorno o cibo da asporto.
La loro frittura viene preparata in vari modi nei diversi paesi: in Belgio si usa il sego bovino "Blanc de bœuf" in una speciale friggitrice, ma in generale sono gli oli vegetali i più diffusi; in Italia e Spagna le patate sono cotte anche al forno fino a quando non assumono la caratteristica croccantezza, e poi servite. Le varietà in commercio sono impacchettate per la vendita, di solito in buste. Le patate fritte sono uno snack molto importante nel mercato dei Paesi anglofoni.

## Nomenclatura
Ci sono molte differenze riguardo al nome delle patate fritte nei paesi di lingua inglese. Nel Nord America si è soliti usare il termine chips per le patatine fritte imbustate sottili e croccanti, mentre si dice french fries o semplicemente fries per le patatine a bastoncino. In Inghilterra, crisps è usato per il primo tipo di patatine, mentre chips è usato per il secondo (come in "fish and chips"). In Australia, Nuova Zelanda e Sudafrica, entrambe le forme di patatine vengono chiamate chips. Talvolta la distinzione è fatta tra hot chips e packet chips, dove le prime sono le patate fritte a bastoncino vendute fresche mentre le seconde sono le patatine circolari vendute nei pacchetti industriali. Le Kumara chips (ovvero patate dolci fritte) si mangiano invece in Nuova Zelanda.
In Italia entrambe le versioni vengono chiamate nello stesso modo. Sebbene le patatine a bastoncino siano un prodotto culinario espresso mentre quelle rotonde appartengano generalmente alla categoria industriale, molti ristoranti italiani servono patate fritte sottili e rotonde cucinate espresse utilizzando patate fresche.

## Storia
La storia delle patatine fritte è ancora oggetto di dispute tra belgi e francesi:
- I belgi fanno riferimento ad un manoscritto del 1781, il quale racconta che i valloni amavano friggere dei piccoli pesci della Mosa. Poiché d'inverno la Mosa gelava rendendo impossibile la pesca, gli abitanti da oltre un secolo sostituivano l'alimento con le patate, fritte allo stesso modo e tagliate a forma di piccoli pesci.
- I francesi sostengono che le patate fritte siano state inventate a Parigi nel 1789 durante la rivoluzione francese in seguito ad una campagna voluta da Antoine Parmentier per la promozione delle patate in Francia.

Quello che è certo è che le patate fritte sono molto diffuse nei due paesi a partire dal 1830, ma saranno conosciute in Nord America con il nome di "french fries" solo dopo la prima guerra mondiale, al ritorno dei soldati dal fronte francese. Nelle isole britanniche le patate fritte prenderanno il nome di "chips". Le patatine fritte rotonde, sottili e croccanti furono inventate da George Crum, un cuoco americano. Un giorno, un cliente mandò indietro ben tre volte un piatto di patatine fritte perché insoddisfatto della cottura, allora Crum per vendicarsi gli tagliò le patate a fette sottilissime in modo che venissero talmente croccanti da non poterle mangiare con la forchetta e le condì con molto sale, tuttavia il cliente le apprezzò. Le patatine fritte in tal modo fecero diventare il ristorante famoso; così, un giorno, George Crum aprì un ristorante tutto suo e lì dava in omaggio un piatto di patatine. Nel 1920 inventarono le buste per patatine fritte.

## Patate prefritte industriali surgelate
Le patate prefritte surgelate vengono prodotte in stabilimenti altamente automatizzati, con utilizzo di tecnologie avanzate come selettrici ottiche e gestione computerizzata delle linee produttive. Come materia prima di partenza vengono utilizzate patate di particolari varietà che, per le loro caratteristiche, permettono di ottenere un prodotto standardizzato, che risulti dorato e croccante dopo la preparazione casalinga, senza la comparsa di macchie scure o arrossamenti.
Il processo produttivo è composto principalmente dalle seguenti fasi:
1. Lavaggio delle patate: il lavaggio ha lo scopo principale di separare i materiali estranei e la terra dai tuberi. Tra i materiali estranei più comuni si trovano pietre, stoloni, pezzi di legno e di altri materiali ma anche patate marce o danneggiate.
2. Pelatura: questa operazione industrialmente può essere effettuata tramite abrasione o pelatrici a vapore. Dopo la pelatura i residui di buccia vengono tolti dai tuberi grazie a spazzolatrici o lavatrici apposite.
3. Taglio: per ottenere le comuni patate a bastoncino si utilizza solitamente un sistema definito idrotaglio. Le patate passano attraverso una griglia di coltelli posta all'interno di un tubo, spinte da un potente flusso d'acqua.
4. Selezione: i bastoncini che presentano difetti visivi, come macchie o residui di buccia, vengono scartati grazie a selettrici ottiche.
5. Blanching (scottatura in acqua): i bastoncini subiscono una o più fasi di cottura in acqua, che hanno lo scopo principale quello di inattivare l'attività di alcuni enzimi, come le polifenolossidasi e le perossidasi, responsabili dell'imbrunimento enzimatico (annerimento). Un altro effetto del blanching è quello di lavare parte degli zuccheri semplici presenti sulla superficie dei bastoncini, responsabili dell'arrossamento delle patate durante la frittura e della formazione di acrilammide.
6. Essiccazione: dopo il blanching le patatine presentano un'elevata umidità superficiale che può creare dei problemi nella successiva fase di frittura tra cui l'idrolisi dei trigliceridi che costituiscono l'olio, con accelerazione della sua degradazione. Per evitare questo fenomeno le patatine vengono essiccate superficialmente in essiccatori continui. Si ha la formazione di una crosta esterna disidratata che limita l'assorbimento di olio in frittura.[4]
7. Frittura: la frittura viene effettuata per conferire alle patatine una cottura parziale che riduca i tempi di preparazione da parte del consumatore finale o che permetta l'utilizzo del forno come mezzo di rinvenimento. Industrialmente la frittura avviene in friggitrici continue ad immersione a temperature che possono variare dai 160 °C ai 190 °C. L'olio utilizzato deve necessariamente essere stabile alle alte temperature, tra i più comunemente utilizzati ci sono l'olio di arachidi, l'olio di girasole alto-oleico e l'olio di palma.
8. Surgelazione: la surgelazione vera e propria è solitamente preceduta da un tunnel di raffreddamento, per abbassare la temperatura del prodotto uscente dalla friggitrice (prossimo ai 100 °C). La surgelazione avviene in appositi tunnel, impostati attorno ai −30 °C, che surgelano le patatine in pochi minuti. Il prodotto uscente dalla surgelazione può passare al confezionamento e allo stoccaggio.

Le cosiddette patatine "Oven" o da forno, che danno la possibilità a casa di non eseguire l'ultima frittura in olio ma di "rinvenire" in forno, non sono altro che lo stesso prodotto ma con un tempo di frittura in linea di produzione più lungo, in maniera che diventino praticamente già pronte all'uso. Per una cottura ottimale delle patatine surgelate a casa, si consiglia di usare una friggitrice (per il controllo della temperatura dell'olio) o altrimenti un recipiente alto e stretto in maniera che il calore sia concentrato e le patatine siano sempre coperte dall'olio. Evitare di coprire il contenitore per favorire la fuoriuscita del vapore acqueo.

## Aspetti sanitari
Le patatine fritte possono contenere una grande quantità di grassi (di solito saturi) o oli di frittura. Alcuni ricercatori hanno suggerito che le alte temperature utilizzate per friggere tali cibi possano risultare nocive per la salute (vedi acrilammide). Negli Stati Uniti circa ¼ dei vegetali consumati sono costituiti da patatine fritte e contribuiscono alla diffusione dell'obesità.
Le patatine fritte cucinate con sego di carni bovine, lardo, o altri grassi animali aggiungono grassi saturi alla dieta e la sostituzione dei grassi animali e degli oli tropicali (come l'olio di palma) sostituisce soltanto un tipo di grassi saturi con un altro. La sostituzione di grassi animali con l'olio parzialmente idrogenato riduce il colesterolo, ma aggiunge grassi trans, che hanno dimostrato di aumentare il colesterolo LDL e di diminuire il colesterolo HDL. Potrebbe anche essere usato l'olio di canola, ma lo strutto è in genere più popolare, soprattutto tra i fast food, che usano friggere cibi diversi nel solito olio.
Le patate fritte sono incluse nella lista 2A dello International Agency for Research on Cancer delle sostanze potenzialmente cancerogene per l'uomo.

## Varianti di preparazione
Un metodo usato è quello del "Kettle-Style", conosciuto in Europa come "Hand-Cooked", a volte è impropriamente tradotto in italiano come "Cotte a Mano". Il metodo consiste nel cucinare le patatine tutte insieme nell'olio a bassa temperatura, impedendo manualmente che si attacchino tra di loro.
Altro ancora è quello delle "Potato Stick", le patatine vengono tagliate in piccoli bastoncini poco spesse, vendute solitamente in piccoli sacchetti.